# Leonid Stadnyk
Leonid Ivanovytj Stadnyk (ukrainska Леонід Іванович Стадник), född 5 augusti 1970 i Podoljantsi i Zjytomyr oblast i Ukrainska SSR, Sovjetunionen död 24 augusti 2014 i Podoljantsi.
Stadnyk var känd som världens längsta man. I augusti 2007 utsågs han av Guinness rekordbok till den längsta mannen i världen, med en längd på 2.57 meter. Dock förlorade han titeln i augusti 2008 efter nya direktiv från GWR (förkortning till Guinness World Records) som kräver att han måste mäta sin längd av GWR själva. Stadnyks längd har hela tiden betvivlats då han vägrat bli mätt och fotografier har ej gett intryck av den påstådda längden, Bao Xishun fick då tillbaka titeln igen som världens längsta man. Stadnyk blev accepterad av GWR sedan det påstods att en känd läkare mätt honom, vilket läkaren sedan dementerat. Det finns nu helkroppsbilder av Stadnyk tillsammans med Ukrainas president vilket klart visar att han maximalt är ca 230 cm lång.

## Biografi
Stadnyk bodde tillsammans med sin mor och skötte deras gård, men arbetade tidigare som veterinär. Han började växa kraftigt i 14-årsåldern då han efter en hjärnoperation drabbades av en hypofystumör som producerade tillväxthormon. Det innebar att han fick sjukdomen akromegali vilken under tillväxtåren kan leda till jätteväxt (gigantism).

## Död
Stadnyk dog av en hjärnblödning den 24 augusti 2014, han blev 44 år gammal.